# Rising Sun (Indiana)
La ville de Rising Sun est le siège du comté d'Ohio, situé dans l'Indiana, aux États-Unis.